# Jeff Farkas
Jeffrey Thomas „Jeff“ Farkas (* 24. Januar 1978 in Williamsville, New York) ist ein ehemaliger US-amerikanischer Eishockeyspieler, der im Verlauf seiner aktiven Karriere zwischen 2000 und 2003 unter anderem 16 Spiele für die Toronto Maple Leafs und Atlanta Thrashers in der National Hockey League (NHL) auf der Position des Centers bestritten hat. Den Großteil seiner aktiven Laufbahn verbrachte Farkas jedoch in der American Hockey League (AHL), wo er über 200 Partien absolvierte.

## Karriere
Farkas verbrachte zwischen 1996 und 2000 eine überaus erfolgreiche Zeit am Boston College, mit deren Eishockeyteam er in der Hockey East, einer Division der National Collegiate Athletic Association, aktiv war. Neben zwei Meisterschaften in den Jahren 1998 und 1999 wurde der Mittelstürmer in zahlreiche Auswahlteams berufen. Im NHL Entry Draft 1997 war er in der dritten Runde an 57. Stelle von den Toronto Maple Leafs aus der National Hockey League ausgewählt worden.
Nach Beendigung seiner Karriere am College wechselte Farkas zum Ende der Saison 1999/2000 in den Profibereich, wo er im Verlauf der Play-offs sein Debüt für die Leafs feierte. Die folgenden beiden Spielzeiten gehörte der Angreifer hauptsächlich zum Kader des Farmteams, den St. John’s Maple Leafs aus der American Hockey League. In der NHL kam er nur sporadisch bei personellen Engpässen zum Einsatz. Im Sommer 2002 wechselte Farkas im Tausch für Josh Holden zu den Vancouver Canucks. Für das Franchise von der kanadischen Westküste spielte er lediglich für das AHL-Farmteam Manitoba Moose, bevor er im Januar 2003 an die Atlanta Thrashers abgegeben wurde. Im Gegenzug wechselten Chris Herperger und Chris Nielsen nach Vancouver.
Für die Thrashers bestritt der Stürmer drei Partien und war ansonsten für deren Farmteam, die Chicago Wolves, tätig. Bei einem Einsatz für die Wolves gegen Saisonende fiel Farkas mit dem Kopf voran in die Bande und brach sich dabei den fünften Halswirbel und entging dabei nur knapp einer Tetraplegie. Die Verletzung zwang ihn schließlich am 28. Juli 2003 im Alter von 25 Jahren seine aktive Karriere zu beenden.

### International
Farkas vertrat sein Heimatland zwischen 1996 und 1998 insgesamt dreimal bei Junioren-Weltmeisterschaften. Neben dem Gewinn der Silbermedaille bei der Junioren-Weltmeisterschaft 1997 standen dabei in den Jahren 1996 und 1998 zwei fünfte Plätze zu Buche. Im Jahr 1998 schloss Farkas das Turnier mit zehn Scorerpunkten als Topscorer ab. Darüber hinaus war er mit sechs Toren auch bester Torschütze.

## Erfolge und Auszeichnungen
| - 1997 Hockey East All-Academic Team - 1998 Lamoriello-Trophy-Gewinn mit dem Boston College - 1998 Hockey East All-Tournament Team - 1999 Lamoriello-Trophy-Gewinn mit dem Boston College - 1999 Hockey East All-Tournament Team | - 2000 Hockey East First All-Star Team - 2000 NCAA East First All-American Team - 2000 NCAA Championship All-Tournament Team - 2002 Teilnahme am AHL All-Star Classic |

### International
- 1997 Silbermedaille bei der Junioren-Weltmeisterschaft
- 1998 Topscorer der Junioren-Weltmeisterschaft
- 1998 Bester Torschütze der Junioren-Weltmeisterschaft

## Karrierestatistik

### International
Vertrat die USA bei:
- Junioren-Weltmeisterschaft 1996
- Junioren-Weltmeisterschaft 1997
- Junioren-Weltmeisterschaft 1998

(Legende zur Spielerstatistik: Sp oder GP = absolvierte Spiele; T oder G = erzielte Tore; V oder A = erzielte Assists; Pkt oder Pts = erzielte Scorerpunkte; SM oder PIM = erhaltene Strafminuten; +/− = Plus/Minus-Bilanz; PP = erzielte Überzahltore; SH = erzielte Unterzahltore; GW = erzielte Siegtore; 1 Play-downs/Relegation; Kursiv: Statistik nicht vollständig)